# Élections cantonales de 1998 dans la Haute-Garonne
Les élections cantonales ont eu lieu les 15 et 22 mars 1999.
Lors de ces élections, 25 des 53 cantons de la Haute-Garonne ont été renouvelés. Elles ont vu la réélection à la tête du conseil général de Pierre Izard, président depuis 1988.

## Contexte départemental

### Assemblée départementale sortante
| Parti                              | Sigle | Élus |
| ---------------------------------- | ----- | ---- |
| Majorité (41 sièges)               |       |      |
| Parti socialiste                   | PS    | 35   |
| Divers gauche                      | DVG   | 4    |
| Parti radical de gauche            | PRG   | 2    |
| Opposition (9 sièges)              |       |      |
| Union pour la démocratie française | UDF   | 4    |
| Rassemblement pour la République   | RPR   | 4    |
| Divers droite                      | DVD   | 1    |
| Président du conseil général       |       |      |
| Pierre Izard (PS)                  |       |      |

## Résultats à l’échelle du département
Répartition départementale des résultats (2e tour).
- PS (43,3 %)
- PRG (1,57 %)
- Majorité (0,8 %)
- GE (2,63 %)
- Verts (0,97 %)
- RPR (14,29 %)
- UDF (11,01 %)
- DVD (24,27 %)
- FN (1,15 %)

| Étiquette      | Étiquette                          | Premier tour | Premier tour | Second tour | Second tour | Sièges |
| Étiquette      | Étiquette                          | Voix         | %            | Voix        | %           | Sièges |
| -------------- | ---------------------------------- | ------------ | ------------ | ----------- | ----------- | ------ |
|                | Parti socialiste                   | 89 041       | 35,69        | 67 327      | 43,30       | 13     |
|                | Parti communiste français          | 16 065       | 6,44         |             |             |        |
|                | Majorité présidentielle            | 2 900        | 1,16         | 1 248       | 0,80        | 0      |
|                | Parti radical de gauche            | 2 186        | 0,88         | 2 441       | 1,57        | 1      |
|                | Extrême gauche                     | 1 150        | 0,46         |             |             |        |
| Gauche         | Gauche                             | 111 342      | 44,63        | 71 016      | 45,67       | 14     |
|                |                                    |              |              |             |             |        |
|                | Divers droite                      | 42 086       | 16,87        | 37 741      | 24,27       | 0      |
|                | Front national                     | 27 604       | 11,06        | 1 795       | 1,15        | 0      |
|                | Union pour la démocratie française | 20 404       | 8,18         | 17 124      | 11,01       | 6      |
|                | Rassemblement pour la République   | 19 873       | 7,97         | 22 225      | 14,29       | 5      |
| Droite         | Droite                             | 109 967      | 44,08        | 78 885      | 50,72       | 11     |
|                |                                    |              |              |             |             |        |
|                | Les Verts                          | 11 772       | 4,72         | 1 505       | 0,97        | 0      |
|                | Génération écologie                | 11 721       | 4,70         | 4 083       | 2,63        | 0      |
| Écologistes    | Écologistes                        | 23 493       | 9,42         | 5 588       | 3,60        | 0      |
|                |                                    |              |              |             |             |        |
|                | Régionalistes                      | 4 686        | 1,88         |             |             |        |
|                |                                    |              |              |             |             |        |
| Inscrits       | Inscrits                           | 358 329      | 100,00       | 261 678     | 100,00      |        |
| Abstention     | Abstention                         | 96 918       | 27,05        | 97 100      | 37,11       |        |
| Votants        | Votants                            | 261 411      | 72,95        | 164 578     | 62,89       |        |
| Blancs et nuls | Blancs et nuls                     | 11 923       | 4,56         | 9 089       | 5,52        |        |
| Exprimés       | Exprimés                           | 249 488      | 95,44        | 155 489     | 94,48       |        |

### Résultats en nombre de sièges
| Parti | Sièges mis en jeu | Élus | Évolution |
| ----- | ----------------- | ---- | --------- |
| PS    | 19                | 13   | -6        |
| PRG   | 1                 | 1    | =         |
| RPR   | 2                 | 5    | +3        |
| UDF   | 3                 | 6    | +3        |

### Assemblée départementale à l'issue des élections
| Parti                              | Sigle | Élus |
| ---------------------------------- | ----- | ---- |
| Majorité (35 sièges)               |       |      |
| Parti socialiste                   | PS    | 29   |
| Divers gauche                      | DVG   | 4    |
| Parti radical de gauche            | PRG   | 2    |
| Opposition (15 sièges)             |       |      |
| Union pour la démocratie française | UDF   | 7    |
| Rassemblement pour la République   | RPR   | 7    |
| Divers droite                      | DVD   | 1    |
| Président du conseil général       |       |      |
| Pierre Izard (PS)                  |       |      |

| Canton                    | Conseiller sortant     | Parti | Parti | Conseiller élu         | Parti | Parti |
| ------------------------- | ---------------------- | ----- | ----- | ---------------------- | ----- | ----- |
| Aurignac                  | Jacques Durrieu        |       | PS    | Jacques Durrieu        |       | PS    |
| Bagnères de Luchon        | Henri Denard           |       | PS    | Henri Denard           |       | PS    |
| Blagnac                   | Bernard Keller         |       | PRG   | Bernard Keller         |       | PRG   |
| Boulogne-sur-Gesse        | Pierre Montastruc      |       | UDF   | Pierre Médevielle      |       | UDF   |
| Cadours                   | Alain Julian           |       | PS    | Alain Julian           |       | PS    |
| Castanet-Tolosan          | Etienne Lourme         |       | UDF   | Louis Bardou           |       | PS    |
| Cazères                   | Gaston Escudé          |       | PS    | Gaston Escudé          |       | PS    |
| Cintegabelle              | Lionel Jospin          |       | PS    | Lionel Jospin          |       | PS    |
| Fronton                   | Louis Bonhomme         |       | PS    | Louis Bonhomme         |       | PS    |
| L'Isle-en-Dodon           | Jean Larrieu           |       | UDF   | Jean Larrieu           |       | UDF   |
| Lanta                     | Pierre Sicre           |       | PRG   | Daniel Ruffat          |       | PS    |
| Montastruc-la-Conseillère | Jean-Paul Séguéla      |       | RPR   | André Laur             |       | PS    |
| Muret                     | Alain Barrès           |       | UDF   | Alain Bertrand         |       | PS    |
| Portet-sur-Garonne        | François Péraldi       |       | PS    | François Péraldi       |       | PS    |
| Revel                     | Jean-François Lamarque |       | PS    | Jean-François Lamarque |       | PS    |
| Rieumes                   | Bernard Vignaux        |       | PS    | Bernard Vignaux        |       | PS    |
| Rieux-Volvestre           | Adolphe Ruquet         |       | PS    | Adolphe Ruquet         |       | PS    |
| Saint-Gaudens             | Bernard Battle         |       | RPR   | Jean-Raymond Lepinay   |       | PS    |
| Saint-Martory             | Alexis Marrot          |       | PS    | Robert Darnaud         |       | PS    |
| Toulouse-1                | Michèle Claux          |       | UDF   | Michèle Claux          |       | UDF   |
| Toulouse-3                | Jean Diebold           |       | RPR   | Jean Diebold           |       | RPR   |
| Toulouse-4                | Jean-Claude Paix       |       | UDF   | Jean-Claude Paix       |       | UDF   |
| Toulouse-7                | Robert Huguenard       |       | RPR   | Jean-Jacques Mirassou  |       | PS    |
| Toulouse-12               | Françoise de Veyrinas  |       | UDF   | Claude Touchefeu       |       | PS    |
| Toulouse-13               | Jean Vauchère          |       | PS    | Bernard Sicard         |       | PS    |
| Toulouse-14               | Guy Léguevaques        |       | PS    | Sandrine Floureusses   |       | PS    |
| Tournefeuille             | Claude Raynal          |       | PS    | Claude Raynal          |       | PS    |
| Villefranche-de-Lauragais | Pierre Izard           |       | PS    | Pierre Izard           |       | PS    |

## Résultats par canton

### Canton d'Aurignac
| Candidats | Candidats          | Étiquette | Premier tour | Premier tour | Second tour | Second tour |
| Candidats | Candidats          | Étiquette | Voix         | %            | Voix        | %           |
| --------- | ------------------ | --------- | ------------ | ------------ | ----------- | ----------- |
|           | Jacques Durrieu *  | PS        | 1 209        | 48,50        | 1 446       | 61,32       |
|           | Claude Brunet      | DVG       | 652          | 26,15        | 912         | 38,68       |
|           | Patrick BOUBE      | PCF       | 282          | 11,31        |             |             |
|           | Sébastien Cazaulon | RPR       | 262          | 10,51        |             |             |
|           | Salsa Maitre       | FN        | 88           | 3,53         |             |             |
|           |                    |           |              |              |             |             |

*sortant

### Canton de Bagnères-de-Luchon
| Candidats | Candidats       | Étiquette | Premier tour | Premier tour |
| Candidats | Candidats       | Étiquette | Voix         | %            |
| --------- | --------------- | --------- | ------------ | ------------ |
|           | Henri Denard *  | PS        | 2 269        | 60,09        |
|           | René Rettig     | UDF       | 1 263        | 33,45        |
|           | Philippe Timbal | FN        | 138          | 3,65         |
|           | José Martinez   | PCF       | 106          | 2,81         |
|           |                 |           |              |              |

### Canton de Boulogne-sur-Gesse
| Candidats | Candidats           | Étiquette | Premier tour | Premier tour | Second tour | Second tour |
| Candidats | Candidats           | Étiquette | Voix         | %            | Voix        | %           |
| --------- | ------------------- | --------- | ------------ | ------------ | ----------- | ----------- |
|           | Pierre Médevielle   | UDF       | 871          | 29,21        | 1 274       | 41,58       |
|           | Jacques Leclerc     | PS        | 711          | 23,84        | 1 190       | 38,84       |
|           | Yves Péchaud        | PRG       | 497          | 16,67        | 600         | 19,58       |
|           | Georges Tropis      | DVG       | 323          | 10,83        |             |             |
|           | Rémy Martin         | Les Verts | 304          | 10,19        |             |             |
|           | Guy Vernhes         | FN        | 210          | 7,04         |             |             |
|           | Christian Segouffin | PCF       | 66           | 2,21         |             |             |
|           |                     |           |              |              |             |             |

*sortant

### Canton de Cadours
| Candidats | Candidats            | Étiquette | Premier tour | Premier tour |
| Candidats | Candidats            | Étiquette | Voix         | %            |
| --------- | -------------------- | --------- | ------------ | ------------ |
|           | Alain Julian *       | PS        | 1 408        | 61,01        |
|           | Jean-Pierre Leclercq | RPR       | 369          | 15,99        |
|           | Jacques Maries       | FN        | 155          | 6,72         |
|           | Gaston Petit         | DVD       | 259          | 11,22        |
|           | Denise Verdié        | PCF       | 117          | 5,07         |

*sortant

### Canton de Castanet-Tolosan
| Candidats | Candidats           | Étiquette | Premier tour | Premier tour | Second tour | Second tour |
| Candidats | Candidats           | Étiquette | Voix         | %            | Voix        | %           |
| --------- | ------------------- | --------- | ------------ | ------------ | ----------- | ----------- |
|           | Louis Bardou        | PS        | 6 156        | 39,83        | 8 034       | 59,50       |
|           | Étienne Lourme *    | UDF       | 5 252        | 34,30        | 5 468       | 40,50       |
|           | Christian Sempé     | PCF       | 1 646        | 10,65        |             |             |
|           | Jacqueline Violante | FN        | 1 531        | 9,90         |             |             |
|           | Françoise Emery     | Les Verts | 978          | 6,33         |             |             |
|           | Gérard Massip       | ECO       | 387          | 2,50         |             |             |
|           | Bernard Guegan      | DVG       | 26           | 0,17         |             |             |
|           |                     |           |              |              |             |             |

*sortant

### Canton de Cazères
| Candidats | Candidats        | Étiquette | Premier tour | Premier tour |
| Candidats | Candidats        | Étiquette | Voix         | %            |
| --------- | ---------------- | --------- | ------------ | ------------ |
|           | Gaston Escudé *  | PS        | 2 786        | 54,32        |
|           | Jean-Luc Rivière | UDF       | 1 342        | 26,16        |
|           | Jean-Claude Vila | PCF       | 545          | 10,63        |
|           | Jean Planchon    | FN        | 456          | 8,89         |

*sortant

### Canton de Cintegabelle
|  | Lionel Jospin *   | PS  | 1 567 | 60,71 |  |  |
|  | Jean-Pierre Dumas | DVD | 534   | 20,69 |  |  |
|  | Armand Delamare   | FN  | 298   | 11,55 |  |  |
|  | Marius Courtin    | PCF | 150   | 5,81  |  |  |
|  | Christian Dancale | DIV | 26    | 1,01  |  |  |
|  | Bernard Guegan    | DVG | 6     | 0,23  |  |  |
|  |                   |     |       |       |  |  |

*sortant

### Canton de Fronton
| Candidats | Candidats        | Étiquette | Premier tour | Premier tour |
| Candidats | Candidats        | Étiquette | Voix         | %            |
| --------- | ---------------- | --------- | ------------ | ------------ |
|           | Louis Bonhomme*  | PS        | 8 154        | 63,53        |
|           | René Magnani     | FN        | 1 966        | 15,32        |
|           | Paul Camilleri   | RPR       | 1 571        | 12,24        |
|           | Monique Marconis | PCF       | 1 144        | 8,91         |
|           |                  |           |              |              |

*sortant

### Canton de L'Isle-en-Dodon
|  | Jean Larrieu *     | UDF | 1 658 | 55,66 |  |  |
|  | Jean-Louis Brousse | PS  | 1 025 | 34,41 |  |  |
|  | Michel Bordages    | PCF | 181   | 6,08  |  |  |
|  | Philippe Saliceti  | FN  | 115   | 3,86  |  |  |
|  |                    |     |       |       |  |  |

*sortant

### Canton de Lanta
| Candidats | Candidats      | Étiquette | Premier tour | Premier tour | Second tour | Second tour |
| Candidats | Candidats      | Étiquette | Voix         | %            | Voix        | %           |
| --------- | -------------- | --------- | ------------ | ------------ | ----------- | ----------- |
|           | Daniel Ruffat  | PS        | 1 443        | 41,96        | 1 757       | 51,98       |
|           | Marc Mengaud   | DVG       | 1 360        | 39,55        | 1 623       | 48,02       |
|           | Patrice Stobeo | Les Verts | 189          | 5,50         |             |             |
|           | Serge Laroze   | FN        | 303          | 8,81         |             |             |
|           | Francis Médina | PCF       | 144          | 4,19         |             |             |
|           |                |           |              |              |             |             |

*sortant

### Canton de Montastruc-la-Conseillère
| Candidats | Candidats           | Étiquette | Premier tour | Premier tour | Second tour | Second tour |
| Candidats | Candidats           | Étiquette | Voix         | %            | Voix        | %           |
| --------- | ------------------- | --------- | ------------ | ------------ | ----------- | ----------- |
|           | André Laur          | PS        | 1 768        | 28,65        | 2 135       | 36,51       |
|           | Jean-Paul Séguéla * | RPR       | 1 612        | 26,12        | 1 986       | 33,96       |
|           | Alain Bailles       | DVG       | 1 430        | 23,17        | 1 727       | 29,53       |
|           | Philippe Riey       | FN        | 748          | 12,12        |             |             |
|           | Martine Chatainier  | PCF       | 332          | 5,38         |             |             |
|           | Jean-Pierre Barella | DVD       | 166          | 2,69         |             |             |
|           | Jean-Claude Serres  | DVD       | 115          | 1,86         |             |             |
|           |                     |           |              |              |             |             |

*sortant

### Canton de Muret
| Candidats | Candidats      | Étiquette | Premier tour | Premier tour | Second tour | Second tour |
| Candidats | Candidats      | Étiquette | Voix         | %            | Voix        | %           |
| --------- | -------------- | --------- | ------------ | ------------ | ----------- | ----------- |
|           | Alain Bertrand | PS        | 5 764        | 36,85        | 8 295       | 57,25       |
|           | Alain Barrès * | UDF       | 4 882        | 31,21        | 6 195       | 42,75       |
|           | Pierre Catel   | FN        | 2 270        | 14,51        |             |             |
|           | André Morère   | PCF       | 1 679        | 10,73        |             |             |
|           | Guy Montariol  | Les Verts | 1 048        | 6,70         |             |             |
|           |                |           |              |              |             |             |

*sortant

### Canton de Revel
|  | Jean-François Lamarque * | PS  | 3 356 | 52,25 |  |  |
|  | Jean-Louis Bonsirven     | UDF | 2 214 | 34,47 |  |  |
|  | Michel Gonzalez          | FN  | 526   | 8,19  |  |  |
|  | Camille Puibusque        | PCF | 327   | 5,09  |  |  |
|  |                          |     |       |       |  |  |

*sortant

### Canton de Rieumes
| Candidats | Candidats          | Étiquette | Premier tour | Premier tour | Second tour | Second tour |
| Candidats | Candidats          | Étiquette | Voix         | %            | Voix        | %           |
| --------- | ------------------ | --------- | ------------ | ------------ | ----------- | ----------- |
|           | Bernard Vignaux *  | PS        | 1 633        | 46,50        | 1 813       | 55,22       |
|           | Jean-Pierre Delhom | DVD       | 860          | 24,49        | 1 470       | 44,78       |
|           | André Laveran      | DVD       | 410          | 11,67        |             |             |
|           | Alexandre Darbon   | PCF       | 346          | 9,85         |             |             |
|           | Guy Rolland        | FN        | 263          | 7,49         |             |             |
|           |                    |           |              |              |             |             |

*sortant

### Canton de Rieux-Volvestre
| Candidats | Candidats          | Étiquette | Premier tour | Premier tour |
| Candidats | Candidats          | Étiquette | Voix         | %            |
| --------- | ------------------ | --------- | ------------ | ------------ |
|           | Adolphe Ruquet *   | PS        | 1 254        | 58,19        |
|           | David Massot       | UDF       | 503          | 23,34        |
|           | Jean-Claude Robert | FN        | 205          | 9,51         |
|           | Alain Barthes      | PCF       | 193          | 8,96         |
|           |                    |           |              |              |

*sortant

### Canton de Saint-Gaudens
| Candidats | Candidats            | Étiquette | Premier tour | Premier tour | Second tour | Second tour |
| Candidats | Candidats            | Étiquette | Voix         | %            | Voix        | %           |
| --------- | -------------------- | --------- | ------------ | ------------ | ----------- | ----------- |
|           | Jean-Raymond Lepinay | PS        | 3 501        | 37,62        | 5 082       | 55,80       |
|           | Bernard Battle *     | RPR       | 2 239        | 24,06        | 4 025       | 44,20       |
|           | Philippe Perrot      | UDF       | 1 653        | 17,79        |             |             |
|           | Nadine Voloscenko    | FN        | 727          | 7,81         |             |             |
|           | Corinne Marquerie    | PCF       | 543          | 5,83         |             |             |
|           | Franck Ferjoux       | DVD       | 390          | 4,19         |             |             |
|           | Yves Riere           | DVD       | 253          | 2,72         |             |             |
|           |                      |           |              |              |             |             |

*sortant

### Canton de Saint-Martory
| Candidats | Candidats          | Étiquette | Premier tour | Premier tour | Second tour | Second tour |
| Candidats | Candidats          | Étiquette | Voix         | %            | Voix        | %           |
| --------- | ------------------ | --------- | ------------ | ------------ | ----------- | ----------- |
|           | Robert Darnaud     | PS        | 632          | 31,90        | 1 009       | 54,78       |
|           | Robert Bernadet    | UDF       | 546          | 27,56        | 833         | 45,22       |
|           | Stanislas Foguez   | DVG       | 266          | 13,43        |             |             |
|           | Jean-Pierre Bonnet | PCF       | 256          | 12,92        |             |             |
|           | Edgard Stuyck      | DVD       | 163          | 8,23         |             |             |
|           | Pascal Serbera     | FN        | 118          | 5,96         |             |             |
|           |                    |           |              |              |             |             |

*sortant

### Canton de Toulouse-1
| Candidats | Candidats                 | Étiquette | Premier tour | Premier tour | Second tour | Second tour |
| Candidats | Candidats                 | Étiquette | Voix         | %            | Voix        | %           |
| --------- | ------------------------- | --------- | ------------ | ------------ | ----------- | ----------- |
|           | Michèle Claux *           | UDF       | 3 381        | 45,39        | 3 540       | 57,91       |
|           | Marie-Christine Lafforgue | PS        | 2 057        | 27,61        | 2 573       | 42,09       |
|           | Michèle Pellizzon         | FN        | 825          | 11,08        |             |             |
|           | Denis Corpet              | Les Verts | 575          | 7,72         |             |             |
|           | Bernard Guegan            | DVG       | 239          | 3,21         |             |             |
|           | Yvette Grenet             | PCF       | 371          | 4,98         |             |             |
|           | Christian Dancale         | DVD       | 1            | 0,01         |             |             |
|           |                           |           |              |              |             |             |

*sortant

### Canton de Toulouse-3
| Candidats | Candidats              | Étiquette | Premier tour | Premier tour | Second tour | Second tour |
| Candidats | Candidats              | Étiquette | Voix         | %            | Voix        | %           |
| --------- | ---------------------- | --------- | ------------ | ------------ | ----------- | ----------- |
|           | Jean Diebold *         | RPR       | 4 569        | 43,65        | 4 806       | 51,92       |
|           | Martine Martinel       | PS        | 3 135        | 29,95        | 4 451       | 48,08       |
|           | Benoît Flourieusse     | FN        | 1 029        | 9,83         |             |             |
|           | Jean-Michel Larricq    | REG       | 216          | 2,06         |             |             |
|           | Monique Durrieu        | PCF       | 745          | 7,12         |             |             |
|           | Anne-Marie Beral-Denis | VEC       | 629          | 6,01         |             |             |
|           | Thierry Dupin          | EXG       | 145          | 1,39         |             |             |
|           |                        |           |              |              |             |             |

*sortant

### Canton de Toulouse-4
| Candidats | Candidats          | Étiquette | Premier tour | Premier tour | Second tour | Second tour |
| Candidats | Candidats          | Étiquette | Voix         | %            | Voix        | %           |
| --------- | ------------------ | --------- | ------------ | ------------ | ----------- | ----------- |
|           | Jean-Claude Paix * | UDF       | 3 775        | 45,10        | 3 677       | 52,60       |
|           | Michel Vanhove     | LV        | 2 631        | 31,43        | 3 313       | 47,40       |
|           | Nadège Saintomer   | FN        | 1 083        | 12,94        |             |             |
|           | Jean-Luc Rigail    | PCF       | 881          | 10,52        |             |             |
|           | Christian Dancale  | DIV       | 1            | 0,01         |             |             |
|           |                    |           |              |              |             |             |

*sortant

### Canton de Toulouse-7
| Candidats | Candidats             | Étiquette | Premier tour | Premier tour | Second tour | Second tour |
| Candidats | Candidats             | Étiquette | Voix         | %            | Voix        | %           |
| --------- | --------------------- | --------- | ------------ | ------------ | ----------- | ----------- |
|           | Robert Huguenard*     | RPR       | 2 817        | 32,33        | 3 310       | 45,05       |
|           | Jean-Jacques Mirassou | PS        | 2 731        | 31,34        | 4 038       | 54,95       |
|           | Louis Aliot           | FN        | 1 333        | 15,30        |             |             |
|           | Claudie Fontes        | PCF       | 668          | 7,67         |             |             |
|           | Christian Leroy       | Les Verts | 568          | 6,52         |             |             |
|           | Valérie Desmoulins    | EXG       | 382          | 4,38         |             |             |
|           | Nadine Gillebert      | EXG       | 163          | 1,87         |             |             |
|           | Marie-Cécile Valentie | DIV       | 51           | 0,59         |             |             |
|           |                       |           |              |              |             |             |

*sortant

### Canton de Toulouse-12
| Candidats | Candidats               | Étiquette | Premier tour | Premier tour | Second tour | Second tour |
| Candidats | Candidats               | Étiquette | Voix         | %            | Voix        | %           |
| --------- | ----------------------- | --------- | ------------ | ------------ | ----------- | ----------- |
|           | Claude Touchefeu        | PS        | 2 977        | 30,28        | 4 578       | 52,77       |
|           | Françoise de Veyrinas * | UDF       | 3 428        | 34,86        | 4 097       | 47,23       |
|           | Jean Serbera            | FN        | 1 480        | 15,05        |             |             |
|           | Dominique Liot          | Les Verts | 735          | 7,47         |             |             |
|           | François Canezin        | PCF       | 785          | 7,98         |             |             |
|           | Michel Moreau           | PRG       | 276          | 2,81         |             |             |
|           | Mimoun Houbaine         | DVG       | 152          | 1,55         |             |             |
|           |                         |           |              |              |             |             |

*sortant

### Canton de Toulouse-13
| Candidats | Candidats       | Étiquette | Premier tour | Premier tour | Second tour | Second tour |
| Candidats | Candidats       | Étiquette | Voix         | %            | Voix        | %           |
| --------- | --------------- | --------- | ------------ | ------------ | ----------- | ----------- |
|           | Bernard Sicard  | PS        | 6 031        | 44,95        | 7 767       | 67,50       |
|           | Patrick Ansiaux | UDF       | 3 185        | 23,74        | 3 740       | 32,50       |
|           | Lucien Wolmer   | FN        | 1 535        | 11,44        |             |             |
|           | Luc Licari      | ECO       | 1 174        | 8,75         |             |             |
|           | Pierre Seube    | PCF       | 1 492        | 11,12        |             |             |
|           |                 |           |              |              |             |             |

*sortant

### Canton de Toulouse-14
| Candidats | Candidats              | Étiquette | Premier tour | Premier tour | Second tour | Second tour |
| Candidats | Candidats              | Étiquette | Voix         | %            | Voix        | %           |
| --------- | ---------------------- | --------- | ------------ | ------------ | ----------- | ----------- |
|           | Sandrine Floureusses   | PS        | 5 466        | 34,58        | 6 330       | 44,86       |
|           | Raymond-Roger Stramare | PS diss   | 3 926        | 24,84        | 4 193       | 29,71       |
|           | Christian Raoust       | UDF       | 3 180        | 20,12        | 3 588       | 25,43       |
|           | Henri Balsa            | FN        | 2 046        | 12,95        |             |             |
|           | Adolphe Rubio          | PCF       | 1 187        | 7,51         |             |             |
|           |                        |           |              |              |             |             |

*sortant

### Canton de Villefranche-de-Lauragais
| Candidats | Candidats      | Étiquette | Premier tour | Premier tour |
| Candidats | Candidats      | Étiquette | Voix         | %            |
| --------- | -------------- | --------- | ------------ | ------------ |
|           | Pierre Izard * | PS        | 3 809        | 74,97        |
|           | Josette Wolmer | FN        | 735          | 14,47        |
|           | Georges Picard | PCF       | 537          | 10,57        |
|           |                |           |              |              |

*sortant

### Canton de Blagnac
| Candidats | Candidats         | Étiquette | Premier tour | Premier tour | Second tour | Second tour |
| Candidats | Candidats         | Étiquette | Voix         | %            | Voix        | %           |
| --------- | ----------------- | --------- | ------------ | ------------ | ----------- | ----------- |
|           | Bernard Keller *  | PRG       | 4 734        | 40,27        | 6 576       | 68,58       |
|           | Philippe Humery   | RPR       | 2 412        | 20,52        | 3 013       | 31,42       |
|           | Carl Martinez     | FN        | 1 412        | 12,01        |             |             |
|           | Martine Added     | PCF       | 1 148        | 9,77         |             |             |
|           | Alain Rigout      | Les Verts | 701          | 5,96         |             |             |
|           | Emile Quilez      | DVG       | 619          | 5,27         |             |             |
|           | Nicole Descamps   | ECO       | 469          | 3,99         |             |             |
|           | Nadine Mikhailoff | ECO       | 261          | 2,22         |             |             |
|           |                   |           |              |              |             |             |

*sortant

### Canton de Portet-sur-Garonne
| Candidats | Candidats          | Étiquette | Premier tour | Premier tour | Second tour | Second tour |
| Candidats | Candidats          | Étiquette | Voix         | %            | Voix        | %           |
| --------- | ------------------ | --------- | ------------ | ------------ | ----------- | ----------- |
|           | François Péraldi * | PS        | 5 807        | 43,78        | 7 267       | 63,56       |
|           | Bernard Dassier    | UDF       | 3 634        | 27,40        | 4 167       | 36,44       |
|           | Théo Buras         | FN        | 2 126        | 16,03        |             |             |
|           | Michel Veyssière   | PCF       | 1 696        | 12,79        |             |             |
|           |                    |           |              |              |             |             |

*sortant

### Canton de Tournefeuille
| Candidats | Candidats         | Étiquette | Premier tour | Premier tour | Second tour | Second tour |
| Candidats | Candidats         | Étiquette | Voix         | %            | Voix        | %           |
| --------- | ----------------- | --------- | ------------ | ------------ | ----------- | ----------- |
|           | Claude Raynal*    | PS        | 7 115        | 42,91        | 8 937       | 62,08       |
|           | Michel Aujoulat   | RPR       | 4 556        | 27,48        | 5 460       | 37,92       |
|           | Jean-Pierre Atoch | FN        | 2 487        | 15,00        |             |             |
|           | Nadine Stoll      | PCF       | 1 279        | 7,71         |             |             |
|           | Jacques Lafite    | ECO       | 1 144        | 6,90         |             |             |
|           |                   |           |              |              |             |             |

*sortant